# Райнхольтероде
Райнхольтероде (нем. Reinholterode) — община в Германии, в земле Тюрингия. 
Входит в состав района Айхсфельд. Подчиняется управлению Лайнеталь.  Население составляет 798 человек (на 31 декабря 2010 года). Занимает площадь 8,73 км².